# Pietro Pajetta

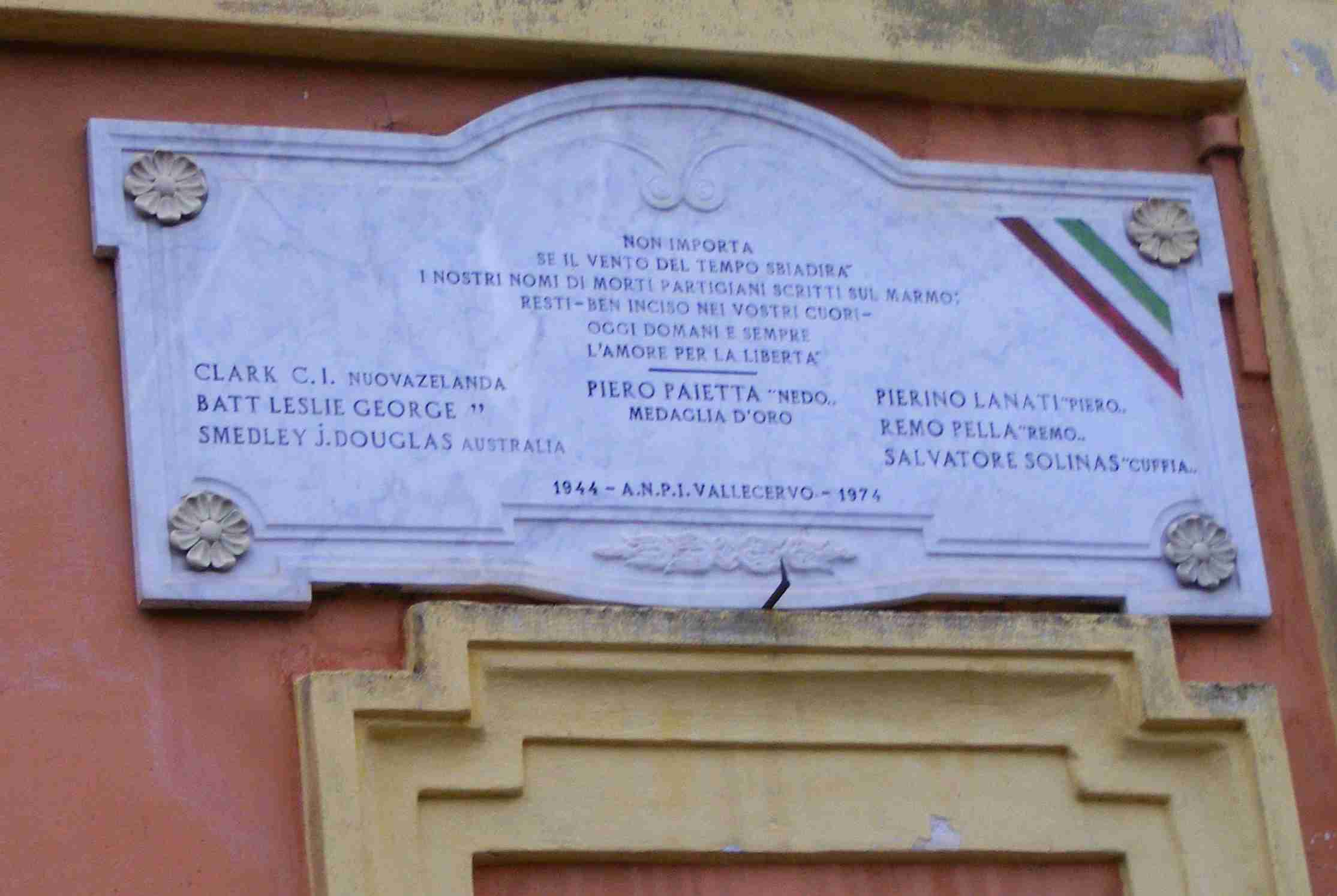
La lapide dedicata ai partigiani caduti a Tavigliano (BI)

Piero Pajetta (Taino, 7 febbraio 1914 – San Giuseppe di Casto, 24 febbraio 1944) è stato un partigiano italiano comunista e miliziano antifascista nella Guerra di Spagna.

## Biografia
Cugino di Giuliano Pajetta e di Gian Carlo Pajetta, è chiamato alle armi ed inviato in Libia nel 1935 come bersagliere. Congedato col grado di ufficiale nel 1937 ed espatriato clandestinamente, va a combattere in Spagna con le Brigate Internazionali. Nella Guerra di Spagna partecipa alle cruente battaglie avvenute in Estremadura e a Caspe, viene ferito durante la ritirata dei miliziani antifascisti dall'Aragona e perde la mano destra nella battaglia dell'Ebro. Dopo la Retirada (cioè l'esodo, nel 1939, dei miliziani antifascisti che avevano combattuto in Spagna, principalmente verso la Francia), nel 1941 entra nella Resistenza Francese e a Parigi finisce in carcere perché esponente del Partito Comunista.
Dopo l'8 settembre del 1943 riesce a tornare in Italia e comincia il lavoro col CLN Alta Italia nelle Brigate Garibaldi. Diventa nel prosieguo comandante della 2ª Brigata Garibaldi, operante nel  Biellese, con il nome di battaglia di Nedo. Nel 1944 cade in un agguato nei pressi del Monte Casto, perdendo la vita.

### Riconoscimenti
Gli verrà intitolata la XII divisione d'assalto Garibaldi "Piero Pajetta Nedo".